# ブルワーク (空母)
ブルワーク（HMS Bulwark, R08）は、イギリス海軍のセントー級航空母艦の3番艦。後にコマンド母艦（ヘリコプター揚陸艦）。1954年就役、1981年退役。艦番号はR08、同名の艦としては4代目となる。

## 艦歴
ブルワークはベルファストのハーランド・アンド・ウルフ社ゴーヴァン造船所にて1945年5月10日起工し、1948年6月22日に進水したが、イギリス海軍への就役は1954年11月4日までされなかった。
就役後はポーツマスに配備される。1956年には第二次中東戦争に参加した。1959年にコマンド母艦への改装工事をポーツマス工廠で実施。
1961年10月イギリス空母として初めてシンガポールに配備される。1970年1月に、ブルワークはジブラルタル、ケープタウン、ブルネイを経由して シンガポールまで航海をした。ケープタウンを出た後で熱帯性低気圧でうけた破損を修復するために シンガポール海軍造船所で修理をおこなう。
1970年万博（EXPO 70）開催中の日本の神戸に4月23日艦隊補給艦リサージェント(A280)､タイドスプリング(A75)とともに万国博覧会協賛のために寄航している。
1971年9月アドリア海にて演習中、ボイラー室からの火災事故により損傷をうける。 
1974年1月アゾレスの北東で荒天により損傷する。同年3月対潜ヘリコプター運用能力附与などの近代化改装工事を実施する。1976年3月より 予備艦であったが、ポーツマス工廠で改修をうけ1979年2月23日に再就役した。
1980年3月15日 フィラデルフィア在泊中、またもボイラー火災により損傷する。 同年、11月9日にも火災事故により、前方格納庫といくつかの船内食堂等が損傷している。
1981年3月27日、ブルワークはポーツマスに戻り、4月10日に退役、ボイラーや他の火災による被害を修復しないまま予備役に編入された。フォークランド紛争の初期段階では、保管中のブルワークを再活性化して、ポートスタンレーに送り、司令部として艦隊をサポートすると発表されたが、調査の結果、未修復の1980年の火災被害を含めて船体の状態が悪いため実用的でないと判断され、計画は中止された。
1983年4月、廃棄が決定され、ハーミーズのために部品取りが行われた。その後、スクラップとして売却され、1984年4月にポーツマスからケイルンライアンへ曳航されて解体された。

## 搭載機一覧
初代
- 895 Naval Air Squadron - ホーカー シーホークFGA.6艦上戦闘攻撃機×8機
- 810 Naval Air Squadron - ホーカー シーホークFGA.6艦上戦闘攻撃機×8機

最終期
- 801 Naval Air Squadron - ホーカーシーホークFGA.6艦上戦闘機8機
- 898 Naval Air Squadron – ホーカーシーホークFGA.6艦上戦闘機8機
- 891 Naval Air Squadron – シーベノムFAW.21全天候戦闘機8機
- 820 Naval Air Squadron – ガネット AS.4対潜哨戒機6機
- 849 Naval Air Squadron – D flt. スカイレイダーAEW.1早期警戒機4機
- 845 Naval Air Squadron – ホワールウィンド HAS.7対潜哨戒ヘリコプター5機
- Ships Flight  ドラゴンフライ HR.5 捜索救難ヘリコプター1機